# Thomas Batuello
Thomas Vann
Batuello (* 31. März 1994 in der Bronx, New York City) ist ein US-amerikanischer Schauspieler und Musiker. Er wurde bekannt durch seine Rolle als Cellist der Naked Brothers Band (NBB).

## Leben
Batuello ist ein Gründungsmitglied der „Silver Boulders“ und der „Naked Brothers Band“. Im Vorschulalter lernte er Nat Wolff kennen und gründete mit ihm und anderen Freunden die „Silver Boulders“. Zuerst spielte Batuello Schlagzeug, das gefiel ihm nicht besonders. Mit fünf Jahren begann er mit dem Cellospiel. In der „Naked Brothers Band“ spielt er auch gelegentlich den Bass.

## The Naked Brothers Band
Mit elf Jahren spielte Batuello bei „The Naked Brothers Band: Der Film“ den Cellisten Thomas. Auf Grundlage des Films startete 2007 die Fernsehserie „The Naked Brothers Band“ auf Nickelodeon. Die Kinderserien zählt zu den erfolgreichsten in den USA. Von 2004 (Produktionsjahr des Films) bis heute gehört er zur Stammbesetzung der Serie. In Deutschland lief die Fernsehserie auf Nick unter dem Titel :„The Naked Brothers Band: Junge Rockstars privat“.
In seiner Rolle als Cellist der Naked Brothers Band spielt Batuello den Draufgänger der Band. Sein Können am Cello wird von den anderen Bandmitgliedern respektiert. Dafür neigt er zu Ausreden. Er gilt als Freigeist und Schlitzohr. Wie alle Charaktere in der Mockumentary „The Naked Brothers Band“ basiert dieser entfernt auf dem Leben des realen Thomas Batuello. Seine Figur als Cellist Thomas und die Geschichten um ihn sind fiktiv, ersonnen von Drehbuchautorin Polly Draper.
The Naked Brothers Band: Der Film gewann 2005 den Zuschauerpreis für den besten Familienfilm beim Hamptons Internation Filmfestival. 2008 wurde er gemeinsam mit den anderen Hauptdarstellern der Naked Brothers Band für den Young Artist Award nominiert.